# 資陽市
資陽市（しよう-し）とは、中華人民共和国四川省中部に位置する地級市。

## 地理
資陽市は四川盆地の中部の丘陵地帯（川中丘陵）に属し、丘陵地が9割を占め、残りは低い山や川沿いの平地。市域の海抜はほとんど300mから550mの間に収まる。丘陵地のほとんどは耕地となっているが、森林が市域の3分の1を覆い、長江上流の重要な生態保護林に指定されている。沱江本流が東南方向へ流れるほか、沱江と涪江（ふうこう）の支流が丘陵地から多数流れ、地形を侵食している。
市域の西部には四川盆地を北東から南西に貫く龍泉山脈が走り、市内の最高地点である長松寺付近は1,059mに達する。西には省都・成都市が、東には直轄市・重慶市が隣接し、その他内江市に接する。

## 歴史
資陽の地名は前漢の武帝の治世に遡る。中央集権化を進めていた建元六年（紀元前135年）、この地に資陽県が置かれた。資水（沱江）の北に県城があったことから資陽の名がついた。2005年には中心市街地の雁江区の建設現場から、後漢に作られた青銅製の馬と馬車が出土した。高さ81cm、長さ205cm、幅125cmの馬車は保存状態が良く中国国内を驚かせた。
もとは内江地区、その後内江市に属したが、1995年に資陽県が県級市としての資陽市に改編、内江市から分離され四川省直轄市となった。さらに1998年には国務院の批准により内江市の管轄範囲から現在の4県市が資陽地区となり、2000年7月6日には地区が廃止されて資陽市となり、旧資陽市は雁江区となった。
出身者には中華人民共和国元帥の陳毅（楽至県）がいる。

## 行政区画
1市轄区・2県を管轄下に置く。
- 市轄区：
  - 雁江区
- 県：
  - 安岳県・楽至県

| 資陽市の地図         |
| -------------------- |
| 雁江区 安岳県 楽至県 |

### 年表
この節の出典

#### 資陽地区
- 1998年2月26日 - 四川省内江市資陽市・簡陽市・安岳県・楽至県を編入。資陽地区が成立。(2市2県)
- 2000年6月14日 - 資陽地区が地級市の資陽市に昇格。

#### 資陽市
- 2000年6月14日 - 資陽地区が地級市の資陽市に昇格。(1区1市2県)
  - 資陽市が区制施行し、雁江区となる。
- 2016年5月3日 - 簡陽市が成都市に編入。(1区2県)

## 経済
農業、漁業、畜産業が盛んで、ヤギやブタの飼育および漁獲高では四川省でも有数。レモン栽培に近年は力を入れる。また工業では、成都と重慶の間にある地の利を生かして盛んに投資が行われ、GDPも急成長している。観光資源も多く、市内には安岳石刻や半月山など、断崖に彫られた巨大な仏像が多数残る。
近年は急激に人口が減少しており、2010 年から 2020 年までの人口減少率は 37% 程度と、地級行政区で最も大きい。

## 交通
成都と重慶（渝）の二大都市を結ぶ幹線が市域を通り駅やインターチェンジがあり、交通は便利。
- 鉄道
  - 成渝線
  - 成渝旅客専用線 - 成都と重慶を結ぶ高速鉄道路線で、市内に資陽北駅（中国語版）が設けられている。資陽北駅から成都東駅へは30分程[4]、重慶西駅/重慶北駅へは1時間～1時間半程度[5]である。
- 高速道路
  - 成渝高速公路

## 健康・医療・衛生
- 資陽市第一人民医院（雁江区）
- 安岳県人民医院（安岳県）
- 楽至県人民医院（楽至県）